# The Haunted House (film)
Pour les articles homonymes, voir Haunted House.
Pour plus de détails, voir Fiche technique et Distribution.
The Haunted House est un film américain réalisé par Albert Parker, sorti en 1917.

## Synopsis
Anne, une jeune femme qui vit avec un oncle sévère, est considérée comme quelqu'un de bizarre par les commères du village car elle passe de longs moments dans les bois, où elle a des conversations imaginaires avec sa mère décédée et où elle entend des fées et des esprits lui parler. Lorsque le jeune Jimmy est blessé en volant la banque locale, il échappe au shérif en se cachant dans une maison déserte, sans savoir qu'on dit cette maison hantée par un esprit. Cet esprit n'est autre qu'Anne, qui se lie d'amitié avec Jimmy et fait peur à ses poursuivants en faisant semblant d'être un fantôme. À l'abri des murs de cette maison, Jimmy et Anne tombent amoureux.  

## Fiche technique
- Titre original : The Haunted House
- Réalisation : Albert Parker
- Scénario : Robert Shirley
- Photographie : Roy Vaughan
- Production : Allan Dwan
- Société de production : Triangle Film Corporation
- Société de distribution : Triangle Distributing Corporation
- Pays d’origine :  États-Unis
- Langue originale : anglais
- Format : noir et blanc — 35 mm — 1,37:1 — film muet
- Genre : comédie dramatique
- Durée : 5 bobines
- Dates de sortie :  États-Unis : 16 septembre 1917

## Distribution
- Winifred Allen : Anne
- Richard Rosson : Jimmy
- Albert Parker : Pete Parks
- Albert Day : l'oncle d'Anne
- Mac Barnes : le shérif
- Mabel Wright : la mère d'Anne
- Eddie Kelly : le délinquant
- Alice Saunders
- Harry Depp